# エイヴリーFC
エイヴリー・フットボールクラブ（Aveley Football Club）はイングランド・エセックス州エイヴリーを本拠地とするサッカークラブチームである。2024-2025シーズンはナショナルリーグ・サウス（6部相当）に所属。

## タイトル

### 国内タイトル
- ロンドンリーグ・ディヴィジョン1:1回

1951-1952
- ロンドンリーグ・プレミアディヴィジョン:1回

1954-1955
- アセニアンリーグ・ディヴィジョン1:1回

1970-1971
- エセックス・テムズサイド・チャレンジトロフィー:3回

1979-1980,2004-2005,2006-2007
- AC Delico(League)Cup:1回

1989-1990

### 国際タイトル
- なし